# Ludwig Melzer
Karl Ferdinand Ludwig Melzer (* 1796 in Posen; † nach 1835) war ein deutscher Porträt- und Historienmaler.

## Leben
Melzer war zunächst von 1814 bis 1817 Schüler an der Preußischen Akademie der Künste Berlin, ehe er sich zwischen 1817 und 1818 in Paris aufhielt. Dort war er Schüler im Atelier von Antoine-Jean Gros und an der École des Beaux-Arts. Von 1818 bis 1825 war er in Rom ansässig. In dieser Zeit malte er ein Bildnis des Gesandtschaftspredigers Richard Rothe. Nach 1825 lebte er als Historien- und Porträtmaler in Berlin. 1828, 1830, 1832 erfolgten Teilnahmen an der Berliner Akademie-Ausstellung.